# 레글라 토레스
레글라 라다메리스 토레스 에레라(스페인어: Regla Radameris Torres Herrera, 1975년 2월 12일~)는 쿠바의 배구 선수로 포지션은 미들블로커이다. 배구 역사상 가장 위대한 여자 선수 중 한 명으로 선수 시절을 일본과 이탈리아에서 보냈으며, 쿠바 여자 배구 국가대표팀의 최전성기를 이끈 선수 중 한 명이다. 프로 선수로 뛰는 동안 CEV컵 우승 1회, 코파 이탈리아 우승 1회, 흑취기 우승 1회를 달성했다.
국제 대회에서는 쿠바 대표팀 선수로서 막대한 성과를 달성했다. 14세때 쿠바 유소년 국가대표팀에 발탁되었고 이후에 쿠바 청소년 대표팀으로 발탁되어 연령 평균을 초월한 활약을 보였다. 이로 인해 15세때인 1990년부터 쿠바 국가대표 선수로 활약했으며, 17세때 1992년 하계 올림픽에서 금메달을 획득하면서 올림픽 배구 역대 최연소 금메달리스트가 되었다. 이후에도 1996년과 2000년 하계 올림픽에서 금메달을 획득하면서 올림픽 배구 사상 최초이자 유일한 3연속 우승을 달성했다. 이외에 세계 선수권 대회 2회 우승, 월드컵 3회 우승, 월드그랑프리 2회 우승, 월드그랜드챔피언스컵 1회 우승을 달성하면서 11번의 세계 규모 메이저 대회 우승을 달성했다. 2001년에는 국제 배구 연맹(FIVB)이 공인한 20세기 최고의 여자 배구 선수로 선정되었으며 같은 해에 배구 명예의 전당에 헌액되었다.
은퇴 후에는 쿠바 여자 국가대표팀의 코치를 맡으며 선수 양성에 기여하고 있다.